# Chữ khoa đẩu
Chữ khoa đẩu (Tiếng Hán: 蝌蚪文 khoa đẩu văn, 蝌蚪书 khoa đẩu thư, 蝌蚪篆 khoa đẩu triện, "khoa đẩu" nghĩa là nòng nọc) là khởi nguồn của  chữ Trung Quốc cổ Triện thư của Chữ Trung Quốc cổ và một số ngôn ngữ tương tự. Là biến thể Đại Triện vào thời Chu Tuyên vương.

## Tóm lược
Đây là một loại chữ lần đầu tiên được tìm thấy vào thế kỷ 2 trong căn nhà đã sập của Khổng Tử - vị tổ của nền học thuật Nho giáo nằm trong một bản thảo chép tay. Là loại chữ có hình những con nòng nọc với đầu to và đuôi nhỏ. Thật khó để có thể viết một dòng có chiều rộng bằng nhau. Là loại chữ phổ biến thời nhà Chu. Nhưng sau thời nhà Đường sự phổ biến của nó giảm xuống.
Bởi vì sơn có độ bám dính mạnh, người ta đã viết chữ bằng sơn trước khi phát minh ra mực. Họ đã dùng xiên tre để viết lên thẻ tre, được gọi là chữ Khế văn hay Trúc Giản thư. Bởi vì thẻ tre cứng và nhiều dầu mỡ, chữ viết không được trôi chảy, các nét bút luôn được viết với các cạnh sắc nét, nét chữ được viết ra có đầu dày và đuôi mỏng, giống như hình những con nòng nọc. Mọi sách thẻ tre viết bằng sơn, đều có thể là viết chữ khoa đẩu. Không giới hạn ở những chữ mà tương truyền do Thương Hiệt đã tập đại thành. Ví dụ như những chữ trên Cổ Văn Kinh, Thượng Bác Giản, Thanh Hoa Giản, tất cả đều là chữ khoa đẩu.
Sau đó, vào thời Tuyên vương nhà Chu, Sử Trứu, quan chuyên về chép sử tức là Thái sử đã sửa đổi chữ này thành Đại Triện.

## Truyền thuyết
Văn hiến đầu tiên có tên loại chữ này có lẽ là Ngụy Cổ Văn Thượng Thư Lễ An Quốc Tự (ngụy tác của người đời nhà Tấn). Mặc khác, cũng có trong các sách cổ thẻ tre bị trộm ở mộ cổ được nhắc đến trong Tấn thư.
Có người cho rằng, truyền thuyết hay huyền thoại về loại chữ này đã được lưu truyền từ thời nhà Tấn.